# 梅新第一生命ビルディング
梅新第一生命ビルディング（うめしんだいいちせいめいビルディング）は、大阪府大阪市北区曽根崎2丁目にあるオフィスビルである。

## 概要
国道1号、国道2号と接続する梅田新道交差点の北東角に位置し、露天神社（通称・お初天神）の参道を挟んで東西に分かれていた土地を敷地整序型土地区画整理事業の手法で参道を含めて一体化して建設された。
ビル1・2階部分の中央部分を貫く形で旧参道部分が幅13m、高さ10mのピロティ空間に成っており、歩行者は従来通り参道として通り抜け出来るようになっていて、ビルの出入口もこの旧参道部分に面している。
まちづくりの模範となる施設を表彰する第15回大阪・心ふれあうまちづくり大阪市長賞を受賞している。